# Kociołek (jezioro w gminie Mrągowo)
Kociołek – jezioro w Polsce, położone w województwie warmińsko-mazurskim, w powiecie mrągowskim, w gminie Mrągowo, w północnej części wsi Marcinkowo.

## Dane morfometryczne
Długość jeziora wynosi 370 m, a szerokość 350 m, powierzchnia ogółem 7,8 ha. Maksymalna głębokość to 36 m. 

## Charakterystyka
Brzegi są wysokie i przeważnie strome. Jezioro otoczone jest lasem. Na północnym brzegu znajduje się leśniczówka „Złoty Potok”, a na południowym brzegu plaża. Na dnie jeziora prawdopodobnie znajduje się zatopiony czołg pochodzący z II wojny światowej. Uległ on zatopieniu podczas zimowej przeprawy przez zamarznięte jezioro.